# Shut Your Eyes
Shut Your Eyes è un singolo del gruppo musicale scozzese Snow Patrol, pubblicato nel 2007 ed estratto dall'album Eyes Open.

## Tracce
- CD (Germania; Ver. 1)

1. Shut Your Eyes – 3:17
2. Headlights on Dark Roads (Live in Berlin) – 3:35
3. Chocolate (Live in Berlin) – 3:01
4. You're All I Have (Live in Berlin) – 4:38